# کاراکارای گوادالوپ
کاراکارای گوادالوپ (نام علمی: Caracara lutosa) نام یک گونه منقرض‌شده از تیره شاهینیان است.